# مرطوب‌کننده

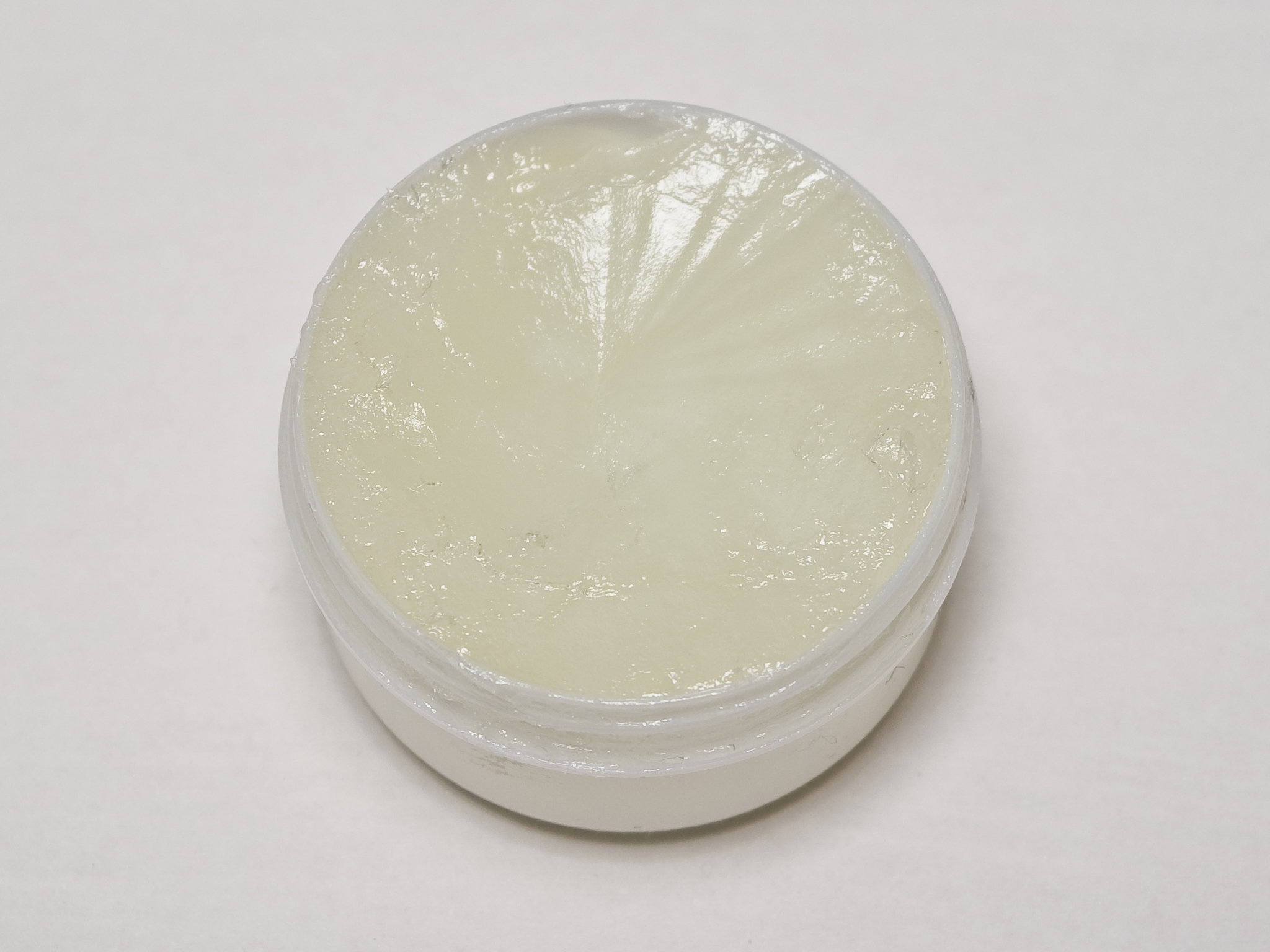
مرطوب‌کننده

آبرسان، مرطوب‌کننده یا مویسترایزر (به انگلیسی: Moisturizer) مخلوطی از مواد شیمیایی است که برای نرم و انعطاف‌پذیر نمودن لایه‌های خارجی پوست (روپوست) مورد استفاده قرار می‌گیرد. این مواد با کاهش تبخیر آب مقدار رطوبت پوست را افزایش می‌دهند. محصولاتی طبیعی همچون لیپید پوست و استورل‌ها یا روغن‌های طبیعی و مصنوعی و روان‌سازها ممکن است بخشی از ترکیبات مرطوب‌کننده‌های تجاری باشند. این محصولات معمولاً به عنوان لوازم آرایشی و درمانی در دسترس هستند اما می‌توان با استفاده از مواد اولیه داروسازی، آن‌ها را در خانه نیز تولید نمود.

## تاریخچه
استفاده از مرطوب‌کننده‌ها به قرن‌ها پیش بازمی‌گردد. در تمدن‌های باستانی، مردم از روغن‌های طبیعی مانند روغن زیتون و روغن آرگان برای نرم و مرطوب نگه داشتن پوست استفاده می‌کردند. در مصر باستان، ملکه کلئوپاترا از شیر و عسل برای مراقبت از پوست خود استفاده می‌کرد. در آیورودا، گھی و ترکیبات گیاهی مرطوب‌کننده جایگاه ویژه‌ای داشتند. در قرن نوزدهم، با پیشرفت‌های صنعت داروسازی، تولید مرطوب‌کننده‌ها با ترکیبات شیمیایی مانند گلیسیرین رواج یافت.

## گونه‌ها

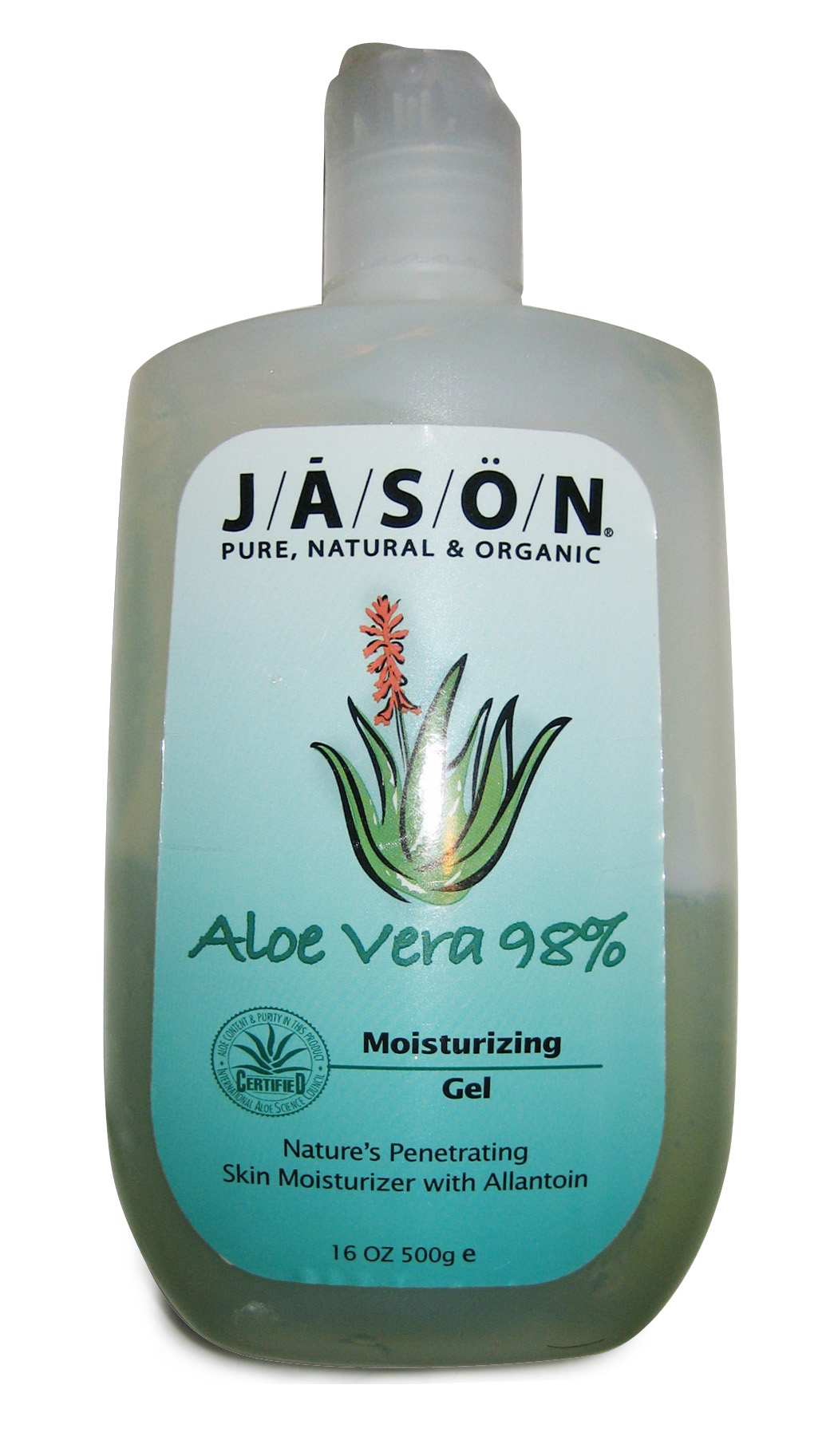
آبرسان آلوئه‌ورا

مرطوب‌کننده‌ها به صورت لوسیون‌ها، کرم‌ها، پمادها، روغن‌های حمام یا به صورت صابون وجود دارند.
از دیگر مرطوب کننده های رایج می توان به روغن کرچک ، الکل استیل ، الکل سیتاریل ، میریستات ایزوپروپیل ، ایزوپروپیل پالمیتات ، لانولین ، پارافین مایع ، پلی اتیلن گلیکول ها ، روغنهای سیلیکون ، اسید استئاریک و الکل استریل هستند. 
از دیگر مرطوب‌کننده‌های رایج می‌توان به روغن کرچک، الکل استیل، الکل سیتاریل، میریستات ایزوپروپیل، ایزوپروپیل پالمیتات، لانولین، پارافین مایع، پلی اتیلن گلیکول‌ها، روغن‌های سیلیکون، اسید استئاریک و الکل استریل اشاره کرد.

## ترکیبات
مرطوب‌کننده‌ها شامل ترکیبات مختلفی هستند که هر کدام وظیفه‌ای خاص دارند:
- **مواد مرطوب‌کننده**: مانند گلیسیرین و اسید هیالورونیک که آب را به لایه‌های خارجی پوست جذب می‌کنند.
- **نرم‌کننده‌ها**: مانند لانولین و اسید استئاریک که با پر کردن شکاف‌های پوست، ظاهری نرم و صاف ایجاد می‌کنند.
- **مواد انسدادی**: مانند وازلین و پارافین که لایه‌ای محافظ برای جلوگیری از تبخیر آب ایجاد می‌کنند.
- **مواد فعال**: مانند سرامیدها و پپتیدها که به بازسازی سد پوستی کمک می‌کنند.

## سازوکار
مرطوب‌کننده‌ها به سه روش اصلی عمل می‌کنند:
1. جذب آب: مواد مرطوب‌کننده آب را از محیط یا لایه‌های داخلی پوست جذب کرده و لایه‌های خارجی را هیدراته می‌کنند.
2.انسداد تبخیر: مواد انسدادی با ایجاد یک لایه محافظ روی سطح پوست، مانع از تبخیر آب می‌شوند.
3.ترمیم پوست: مواد نرم‌کننده با پر کردن شکاف‌های میکروسکوپی پوست، ظاهر آن را بهبود می‌بخشند و مانع از نفوذ مواد خارجی می‌شوند

## موارد مصرف
از داروهای مرطوب‌کننده و آبرسان برای درمان بسیاری از بیماری‌های پوستی مانند پسوریازیس، ایکتیوز ولگاریس، خشکی پوست و خارش آتوپیک درماتیت استفاده می‌شود. بیشتر اوقات هم به عنوان یک داروی موضعی کاربرد دارد، مانند پماد ویتفیلد. آنها غالباً با مواد کراتولیتیک، مانند اسید سالیسیلیک و اوره ترکیب می‌شوند. 
همچنین از مرطوب‌کننده‌ها به عنوان مواد تسکین‌دهنده در ضد آفتاب‌ها، ضد عرق‌ها، پاک‌کننده‌های پوستی، کرم‌های اصلاح، سایه‌بان‌ها و تونیک مو به‌طور گسترده استفاده می‌شود.
مواد مرطوب‌کننده‌ها در دستمال‌های یکبار مصرف برای جلوگیری از خشکی پوستی و درماتیت دستمال نیز کاربرد دارند.

## اثرهای جانبی و احتیاط‌ها
استفاده نادرست از مرطوب‌کننده‌ها ممکن است منجر به مشکلات زیر شود:
- **انسداد منافذ پوست** و ایجاد آکنه.
- **واکنش‌های آلرژیک** یا درماتیت تماسی.
- تغییر در فلور طبیعی پوست که ممکن است به رشد باکتری‌های پاتولوژیک منجر شود.
برای جلوگیری از این مشکلات، استفاده از محصولات مناسب برای نوع پوست و بررسی ترکیبات محصول پیش از استفاده توصیه می‌شود.

## روتین مراقبت از پوست
مرطوب‌کننده یکی از بخش‌های ضروری روتین مراقبت از پوست است:
1. پاکسازی: با استفاده از شوینده‌های ملایم، پوست از آلودگی‌ها تمیز می‌شود.
2. آبرسانی: سرم‌ها و تونرها برای افزایش آبرسانی استفاده می‌شوند.
3. محافظت: مرطوب‌کننده‌ها رطوبت را حفظ کرده و پوست را از عوامل خارجی محافظت می‌کنند.
4. ضد آفتاب: استفاده از ضد آفتاب برای محافظت از اشعه ماورای بنفش ضروری است.

## تاثیر مرطوب‌کننده در پوست
لوسیون‌های مرطوب‌کننده معمولاً برای بهبود پوست در نظر گرفته شده‌اند اما در صورت استفاده نادرست می‌توانند به پوست آسیب نیز برسانند. مرطوب‌کننده‌ها حاوی ترکیباتی هستند که می‌توانند انسداد ایجاد کنند. به این صورت که مواد مرطوب‌کننده برای جذب آب به پوست استفاده می‌شوند و تجمع مداوم آب در پوست می‌تواند باعث از بین رفتن عوامل طبیعی پوست شود. این مسئله ممکن است منجر به واکنش آلرژی یا درماتیت تماسی تحریک‌کننده پوست شود و همچنین باعث نفوذ مواد خارجی به پوست گردد. تغییر در محیط طبیعی پوست می‌تواند رشد موجودات پاتولوژیک را افزایش دهد. 
لوسیون‌ها حاوی ۶۵ تا ۸۵ درصد آب هستند. آب به عنوان یک عامل برای پراکندگی عناصر فعال و غیرفعال در لوسیون عمل می‌کند. مقدار بالای آب همچنین راهی برای جذب برخی از اجزا و تبخیر مرطوب‌کننده است. آب به عنوان یک عامل هیدراتاسیون موقتی نیز عمل می‌کند. 

## انواع پوست و مرطوب‌کننده‌ها
هر نوع پوست نیازهای خاص خود را دارد و استفاده از مرطوب‌کننده مناسب می‌تواند در بهبود سلامت و ظاهر پوست تأثیر بسزایی داشته باشد:

### پوست خشک
پوست خشک معمولاً کمبود چربی طبیعی و رطوبت دارد.  
مرطوب‌کننده‌های مناسب:
- محصولات حاوی مواد انسدادی مانند وازلین و پارافین.
- مرطوب‌کننده‌های غنی از شی‌باتر و لانولین.
- کرم‌هایی با اسید هیالورونیک.  

### پوست چرب
پوست چرب به دلیل تولید بیش‌ازحد چربی، ظاهری براق دارد. 
بهترین مرطوب‌کننده برای پوست چرب، محصولی است که بدون برجای گذاشتن اثر چربی، آبرسانی لازم را برای پوست فراهم کند و حاوی موادی باشد که سبوم پوست را تنظیم نماید. 
ویژگی‌های بهترین کرم مرطوب‌کننده برای پوست چرب عبارتند از:
- بافت سبک
- جذب سریع
- فاقد پارابن و مواد حساسیت‌زا
- غیر جوش‌زا (Non-comedogenic)
چنین محصولی می‌تواند به تعادل چربی پوست کمک کرده و مانع از بروز مشکلات ناشی از استفاده نادرست از مرطوب‌کننده‌ها شود.
مرطوب‌کننده‌های مناسب:
- محصولات فاقد چربی و ژل‌محور.
- ترکیبات حاوی نیاسینامید برای کاهش التهاب.  

### پوست مختلط
پوست مختلط معمولاً در ناحیه T-zone چرب و در نواحی دیگر خشک است.  
مرطوب‌کننده‌های مناسب:
- مرطوب‌کننده‌های سبک و متعادل.
- محصولات حاوی اسید هیالورونیک و گلیسیرین.  

### پوست حساس
پوست حساس به راحتی تحریک می‌شود.  
مرطوب‌کننده‌های مناسب:
- محصولات هیپوآلرژنیک و بدون عطر.
- ترکیبات حاوی آلوئه‌ورا و سرامیدها.  

## بررسی علمی و تحقیقات جدید
تحقیقات اخیر نشان داده‌اند که مرطوب‌کننده‌های حاوی سرامیدها می‌توانند به بازسازی سد پوستی کمک کنند و استفاده مداوم از آن‌ها در پیشگیری از خشکی پوست مؤثر است. همچنین، مواد جدیدی مانند پلی‌گوتامیک اسید به عنوان جایگزینی برای اسید هیالورونیک اثربخشی بیشتری در هیدراتاسیون نشان داده‌اند. مطالعات همچنین به اثرات مرطوب‌کننده‌های ضد پیری بر کاهش خطوط و چین‌وچروک پرداخته‌اند.

## محیط زیست و مرطوب‌کننده‌ها
تولید و مصرف مرطوب‌کننده‌ها تأثیراتی بر محیط زیست دارند:
- استفاده از پلاستیک در بسته‌بندی‌ها می‌تواند باعث آلودگی محیط شود.
- برخی مواد مانند پارافین که از نفت خام استخراج می‌شوند، مشکلات زیست‌محیطی ایجاد می‌کنند.
تلاش برای تولید محصولات زیست‌تخریب‌پذیر و فاقد تست حیوانی در حال افزایش است. همچنین، برندهایی که از مواد بازیافتی در بسته‌بندی استفاده می‌کنند، مورد استقبال بیشتری قرار گرفته‌اند.